# Lathyrus clymenum
Lathyrus clymenum es una planta de la familia de las fabáceas.

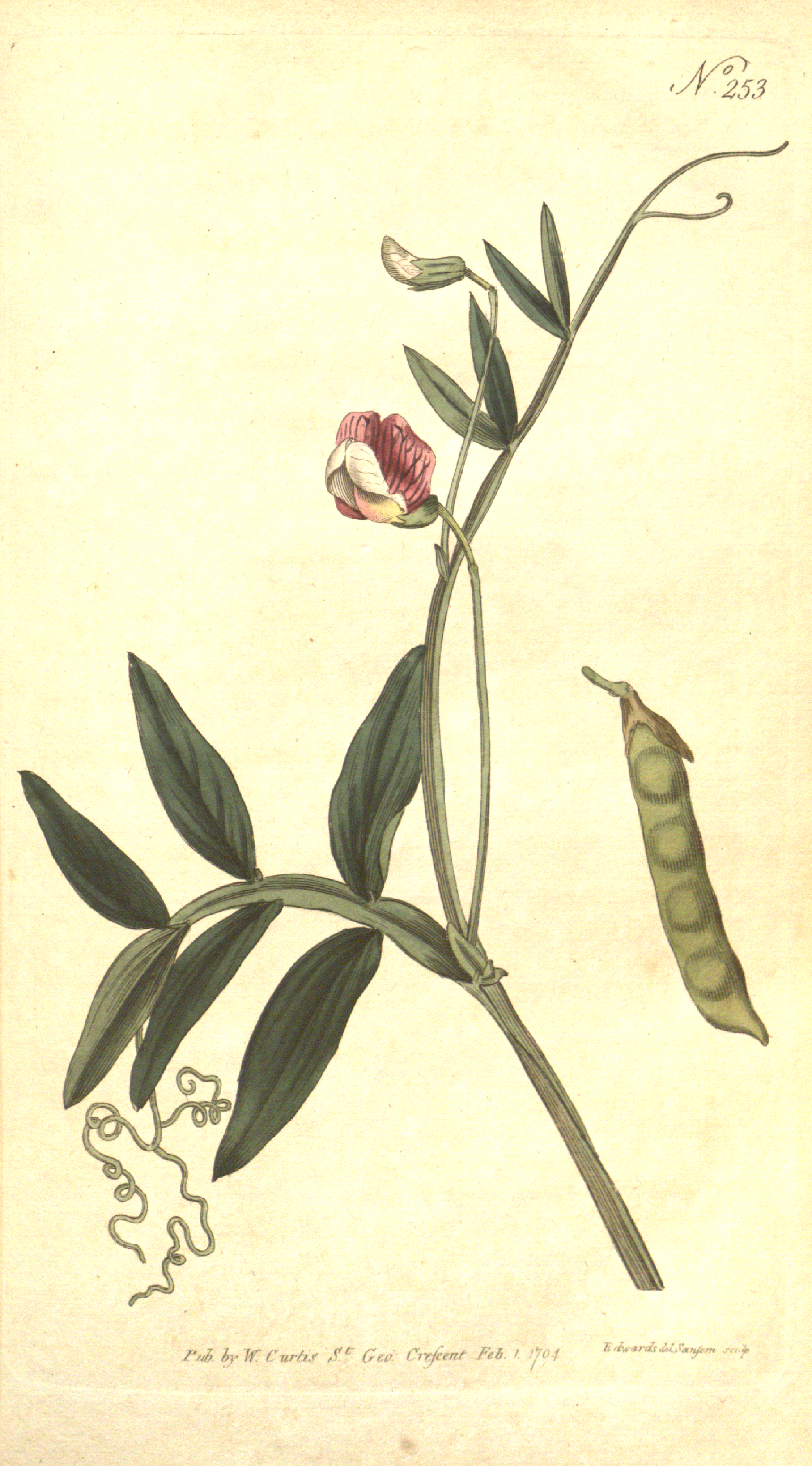
Ilustración

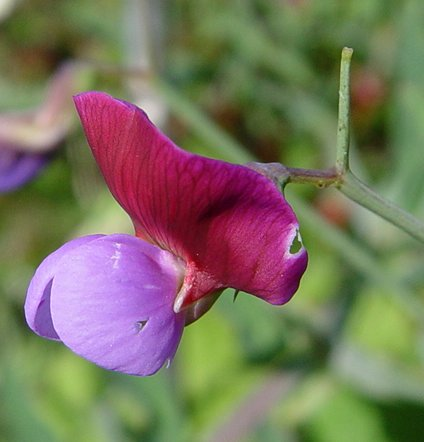
Detalle de la flor

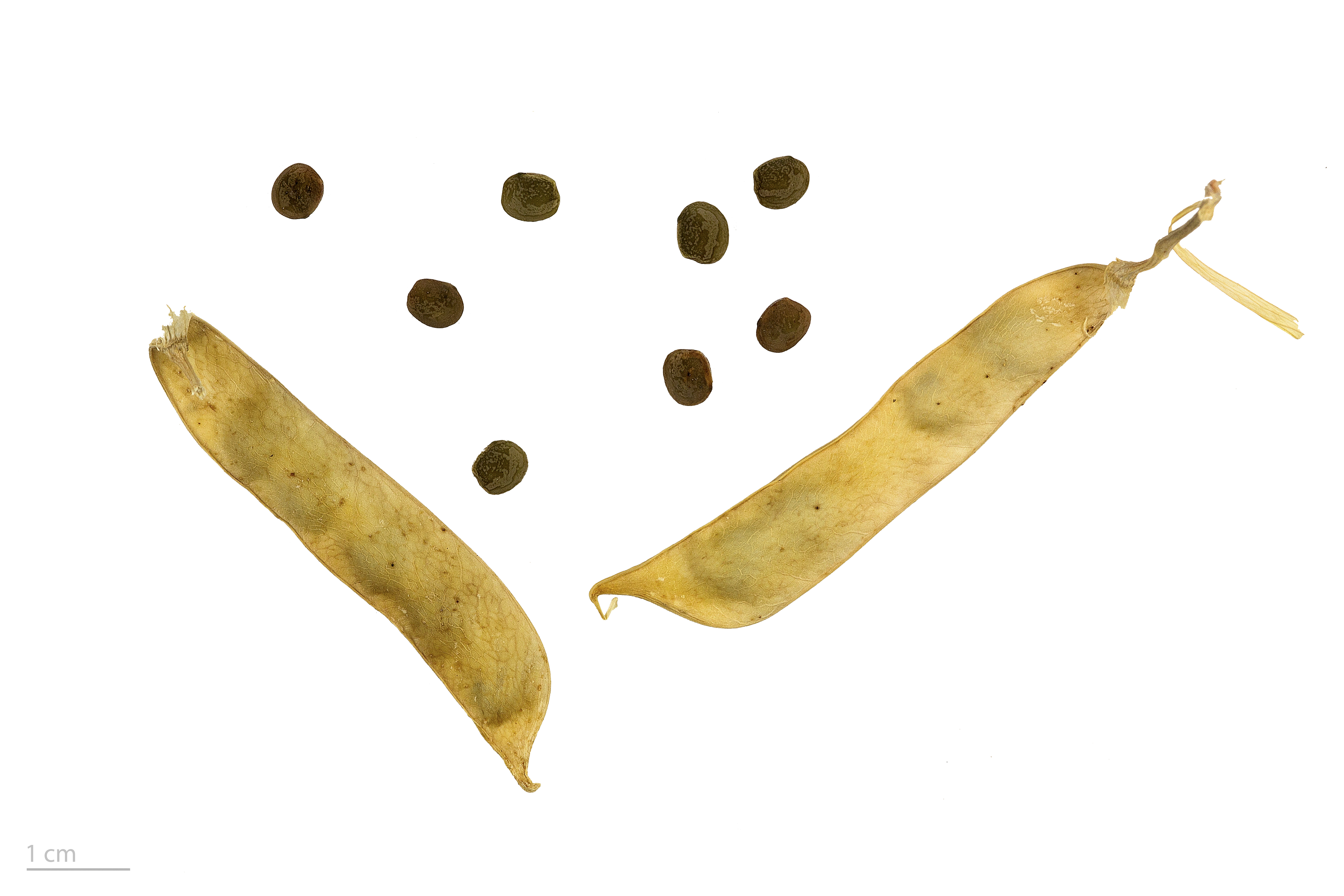
Lathyrus clymenum - MHNT

## Descripción
Planta anual, de 30-100 cm de altura, glabra, con tallos alados reptantes. Hojas inferiores sencillas involucionadas hasta el pecíolo alado; las medias y las superiores con pares de folíolos lineares hasta elípticos lanceolados, de 2-6 cm de largo y 3-11 mm de ancho, así como axilas aladas con zarcillos ramificados; estípulas lineares hasta ovaladas, con base en forma de flecha. Flores de 15-20 mm, en número de 1-5 en pedúnculos largos; estandarte rojo violeta hasta carmín, más largo que las alas violetas hasta un lila pálido, superficie del estandarte escotada; dientes del cáliz iguales, más cortos que el tubo. Vaina de 3-7 cm de largo y 5-12 mm de ancho, glabra, marrón, con surco en la línea dorsal y 4-7 semillas.

## Distribución y hábitat
En el Mediterráneo y Canarias. En márgenes de los caminos y baldíos.

## Taxonomía
Lathyrus clymenum fue descrito por Carlos Linneo y publicado en Species Plantarum 2: 732. 1753.
Citología
Número de cromosomas de Lathyrus clymenum (Fam. Leguminosae) y táxones infraespecíficos: 2n=14
Etimología
Lathyrus: nombre genérico derivado del griego que se refiere a un antiguo nombre del "gisante".
clymenum: epíteto latíno que significa "como el género Clymenia" 
Sinonimia
- Lathyrus articulatus L.
- Lathyrus clymensum L.[6]

## Nombres comunes
- Castellano: abejaquilla, alvehón, arvejana, arvejones, arvejón, chícharos menores de España, conejitos, cuchillejo, garbaneta, guijas, guisantera, guisantes silvestres, pelailla, presulillo, présule zorrero.(el número entre paréntesis indica las especies que tienen el mismo nombre en España)[7]